# Mariä Heimsuchung (Marienberg)

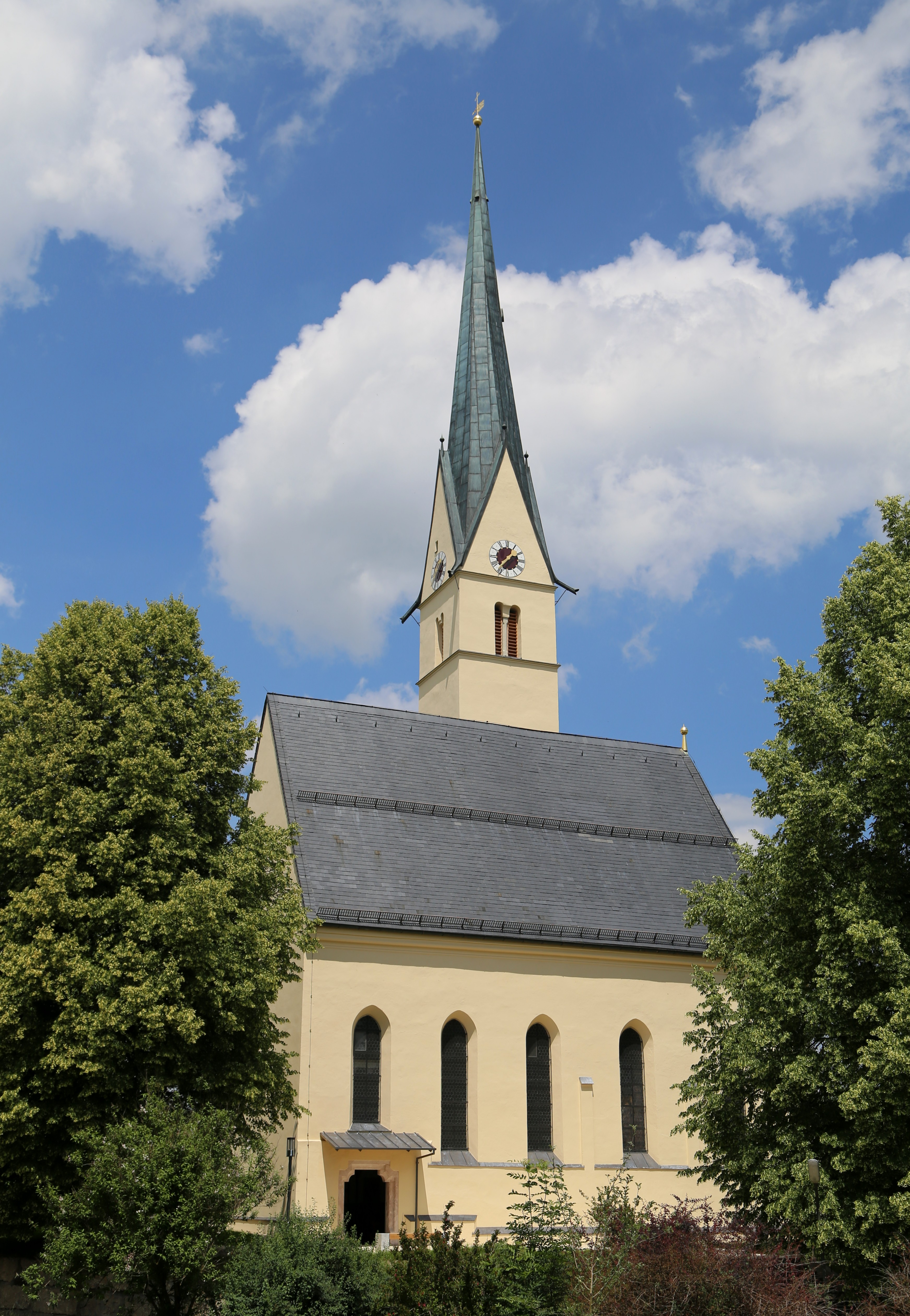
Mariä Heimsuchung in Marienberg

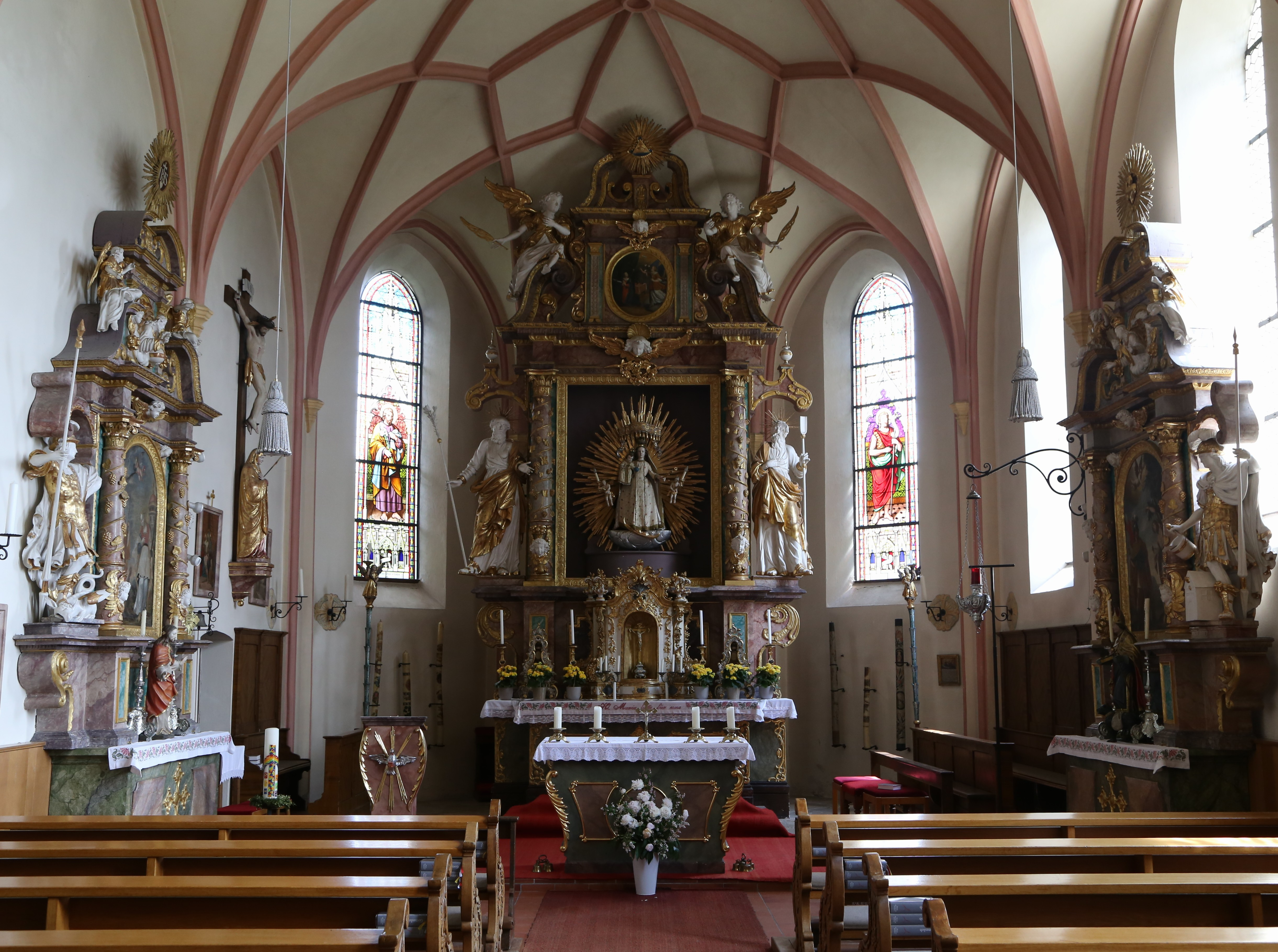
Innenraum

Die römisch-katholische Filialkirche Mariä Heimsuchung steht in Marienberg, einem Gemeindeteil von Schechen im oberbayerischen Landkreis Rosenheim. Sie ist denkmalgeschützt und wird in der Liste der Baudenkmäler in Schechen unter der Nr. D-1-87-142-2 geführt. Die Kirche gehört zum Dekanat Rosenheim im Erzbistum München und Freising.

## Beschreibung
Die spätgotische Saalkirche wurde in der zweiten Hälfte des 15. Jahrhunderts unter Verwendung von Teilen des Vorgängerbaus errichtet. Sie besteht aus dem Langhaus, dem dreiseitig geschlossenen Chor im Osten und dem Kirchturm an der Nordwand des Langhauses. Sein oberstes Geschoss enthält hinter den als Biforien gestalteten Klangarkaden den Glockenstuhl mit fünf Glocken. Über den Giebeln mit den Zifferblättern der Turmuhr erhebt sich ein spitzer Helm.
Zur Kirchenausstattung gehört ein 1663/65 gebauter Hochaltar, der von den Skulpturen des Josef von Nazaret und des heiligen Joachim flankiert wird.

## Orgel
Die Orgel mit sieben Registern auf einem Manual und Pedal wurde von Christian Gottlieb Müller im Jahr 1863 erbaut. Das Instrument wurde 1994 von Alois Linder restauriert. Es verfügt über neue Prospektpfeifen. Die Disposition lautet:
| Manual C–c3 |    |
| Gedeckt     | 8′ |
| Salicional  | 8′ |
| Principal   | 4′ |
| Flöte       | 4′ |
| Octav       | 2′ |
| Mixtur II   | 1′ |

| Pedal C–f0 |     |
| Subbass    | 16′ |

- Anmerkung: Das Pedal ist an das Manual starr angehängt